# Sankt Petri katolska församling
Sankt Petri katolska församling är en romersk-katolsk församling i Trollhättan. Församlingen tillhör Stockholms katolska stift.
Våren 1991 köpte församlingen Trollhättans Missionsförsamlings Centrumkyrka, vilken ursprungligen uppförts enligt Arthur Brattbergs ritningar 1926. Lokalen renoverades efter förslag av arkitekt Jörgen Kjaergaard från Stockholm. Den 26 januari 1992 invigdes Sankt Petri katolska kyrka i Trollhättan av biskop Hubertus Brandenburg. I vinkelbyggnaden inreddes kyrkoherdebostad, pastorsexpedition och församlingssal. Församlingen omfattar hela Dalsland, Bohuslän norr om Stenungsund och området  söder om Vänern från Vänersborg i nordost till Lödöse i söder. 

## Kyrkobyggnader
- Sankt Gabriels katolska kyrka på Bleket, Uddevalla
- Sankt Nicolai kapell, Åmål